# Prosoplecta coccinella
Prosoplecta coccinella är en kackerlacksart som beskrevs av Henri Saussure 1864. Prosoplecta coccinella ingår i släktet Prosoplecta och familjen småkackerlackor.
Artens utbredningsområde är Filippinerna. Inga underarter finns listade i Catalogue of Life.